# Bartolomeo Fallamonica Gentile
Bartolomeo Fallamonica Gentile (Genova, 1450 circa – Genova, 1500-1520) è stato un poeta e filosofo italiano.

## Biografia
Poeta ligure di cui si hanno notizie dal 1469 al 1511, nacque probabilmente intorno al 1450 da Pancrazio e Violantina Piccamiglio; la famiglia Falamonica apparteneva all'albergo Gentile dal 1345.
Venne in contatto con il pensiero filosofico di Ramon Llull durante il suo lungo soggiorno nel regno d'Aragona. 
In Aragona si fece promotore del Lullismo, favorendo la pubblicazione di varie opere ad esso collegate. Sempre in terra iberica diede alle stampe alcuni componimenti poetici, permeati dal pensiero lullista.
Ritornato in patria, ispirato dal pensiero di Llull, compose i Canti, poema dottrinale in terzine di 42 canti , chiaramente derivato dalla Commedia di Dante, in cui il personaggio di Virgilio è sostituito proprio dal catalano.

## Opere
- Canti